# Xylocopa cloti
Xylocopa cloti là một loài Hymenoptera trong họ Apidae. Loài này được Vachal mô tả khoa học năm 1898.